# حسين علي حسين
حسين علي حسين (1949 -) كاتب وقاص وروائي سعودي ولد في المدينة المنورة. اشتهر بإجادة كتابة القصة القصيرة، وصدر له عدد من المجموعات القصصية ورواية (وجوه الحوش).

## سيرة حياته
حسين علي حسين من مواليد المدينة المنورة عام وهو حاصل على الثانوية العامة، كما نال دبلوماً في المساحة الأرضية. بدأ الكتابة عام 1969م، واحترف الكتابة الأدبية في جملة من الصحف (جريدة المدينة – جريدة الرياض – مجلة اليمامة – جريدة الجزيرة – جريدة عكاظ - جريدة البلاد)، وعدد من المجلات والدوريات المتخصصة.

## روايات وقصص
- «الرحيل» مجموعة قصصية 1398هـ.
- «ترنيمة الرجل المطارد» قصص 1403هـ.
- «طابور المياه الحديدية» مجموعة قصصية 1405هـ.
- «كبير المقام» مجموعة قصصية 1407هـ.
- «رائحة المدينة» مجموعة قصصية 1414هـ.[2]
- «المقهى» مجموعة قصصية 1434هـ
- «مزيكا» مجموعة قصصية 1435هـ.
- «حافة اليمامة» رواية 1435هـ.[3]
- «العقد» قصص قصيرة 2019.
- «وجوه الحوش» رواية 2020.[4] وفازت هذه الرواية  في مشروع «تحويل الرواية السعودية إلى سيناريو سينمائي» الذي رعته «جمعية الأدب المهنية» عام 2025م.[5]